# Sadies
Sadies  (лат.) — род аранеоморфных пауков из подсемейства Ballinae в семействе пауков-скакунов (Salticidae). Все четыре рода распространены только на Сейшельских островах. 

## Виды
- Sadies fulgida Wanless, 1984 — Сейшельские острова typus
- Sadies gibbosa Wanless, 1984 — Сейшельские острова
- Sadies seychellensis Wanless, 1984 — Сейшельские острова
- Sadies trifasciata Wanless, 1984 — Сейшельские острова